# Opius rufomaculatus
Opius rufomaculatus är en stekelart som beskrevs av Fischer 1965. Opius rufomaculatus ingår i släktet Opius och familjen bracksteklar. Inga underarter finns listade i Catalogue of Life.